# Partido judicial de Almagro

El Partido judicial de Almagro   es uno de los 31 partidos judiciales en los que se divide la comunidad autónoma de Castilla-La Mancha, siendo el partido judicial n.º 9 de la provincia de Ciudad Real.
El ámbito territorial, que viene regulado por el Real Decreto 529/1983, de 9 de marzo, comprende los municipios de:
Almagro, Bolaños de Calatrava, Calzada de Calatrava, Granátula de Calatrava, Pozuelo de Calatrava y Valenzuela de Calatrava.